# Greg Davis
Gregory Tremaine Davis (ur. 25 czerwca 1982 w Hope) – amerykański koszykarz występujący na pozycji rozgrywającego.
Gregory po zakończeniu nauki w szkole średniej (High School w Bradley) poszedł na college w Troy State, który ukończył w 2004 (finalista konferencji Sun Belt w 2004, został uznany za najlepszego gracza tejże konferencji). Później zagrał w Portsmouth Invitational Tournament (Pre-NBA Draft) jednak nie znalazł uznania. Udał się więc do Italii, gdzie spróbował swoich sił w lidze letniej w Treviso. Stamtąd wrócił do Salt Lake City na Rebook Rocky Mountain Revenue gdzie występował w barwach San Antonio Spurs. Do NBA się nie dostał, ale został wybrany w drafcie do NBA Development League w szóstej rundzie z numerem 33 przez Fayetteville Patriots. Grał w Hiszpanii w Alerta Cantabria Lobos, po rozegraniu zaledwie trzeciego meczu we wrześniu 2004 zrezygnował z gry na Półwyspie Iberyjskim. W listopadzie 2004 wrócił do D-League do Fayetteville Patriots i rozegrał w ich barwach 42 mecze.
W 2005 trafił do Astorii Bydgoszcz i 15 października 2005 w meczu przeciwko Polonia Warszawa (przegranym 65:79) zadebiutował w DBL. Zdobył w tym meczu 18 punktów i sześciokrotne asystował w ciągu 33:32 minut. W ciągu 26 spotkań średnio spędzał na parkiecie dokładnie 31:19 minuty (21 wychodził w pierwszej piątce) które rozegrał w barwach czarno-czerwonych, średnio zdobywał 14,9 punktów na mecz i był pierwszym strzelcem zespołu w sezonie 2005/2006. Najwięcej 29 punktów zdobył w meczu Polonia - Astoria (101:109) rozegranym 8 stycznia 2006.
Greg jest jednym z jedenastu rodzeństwa. Ma czterech braci – Takada, George Kenneth i Robert oraz sześć sióstr – Shonda, Tiffany, Tylisha, Tam, Tameka i Jennifer.

## Osiągnięcia
Na podstawie, o ile nie zaznaczono inaczej.
NCAA
- Uczestnik turnieju NCAA (2003)
- Mistrz:
  - turnieju konferencji Atlantic Sun (2003)
  - sezonu regularnego konferencji Atlantic Sun (2003, 2004)
- Zawodnik roku konferencji Atlantic Sun (2004)
- Wybrany do I składu:
  - Atlantic Sun (2004)
  - turnieju Atlantic Sun (2003, 2004)
- Lider w asystach[3]:
  - NCAA (2004 – 8,3)[4]
  - konferencji A-Sun (2004)

Indywidualne
- Uczestnik meczu gwiazd PLK (2006)[5]